# Lomträskvattnet
Lomträskvattnet är ett naturreservat i Arvidsjaurs kommun i Norrbottens län.
Området är naturskyddat sedan 1997 och är 0,2 kvadratkilometer stort. Reservatet omfattar en sydsluttning ner mot en mindre myrområde. Reservatet består främst av gammal tallskog.